# 1990 UZ
1990 UZ är en asteroid i huvudbältet, som upptäcktes den 20 oktober 1990 av den japanske amatörastronomen Atsushi Sugie i Dynic-observatoriet.
Asteroiden har en diameter på ungefär 14 kilometer och den tillhör asteroidgruppen Eos.